# Gruikui et ses évolutions
Guikui ses évolutions Grotichon et Roitiflam sont trois espèces de Pokémon de cinquième génération.

## Description

### Gruikui
Gruikui est le Pokémon de départ de type feu de la région d'Unys, proposé au début de Pokémon Noir et Blanc et Pokémon Noir 2 et Blanc 2 par le Professeur Keteleeria à Renouet. Gruikui est également le Pokémon de départ du jeu Légendes Pokémon : Z-A.
Dans la série animée, Sacha attrape un Gruikui, qui, comme Salamèche ou Ouisticram, a été abandonné par son premier dresseur pour faiblesse apparente, vers le Club de combat de Don Georges. Lorsque Gruikui est malade, il crache de la fumée.

### Grotichon
Grotichon est l'évolution de Gruikui. Le Gruikui de Bianca évolue en Grotichon avant d'évoluer en Roitiflam lors de la saison 15 de pokémon.

### Roitiflam
Roitiflam est l'évolution de Grotichon au niveau 36.

## Apparition

### Jeux vidéo
Gruikui, Grotichon et Roitiflam apparaissent dans série de jeux vidéo Pokémon. D'abord en japonais, puis traduits en plusieurs autres langues, ces jeux ont été vendus à plus de 200 millions d'exemplaires à travers le monde.
Gruikui apparait en caméo dans le jeu Rhythm Hunter: HarmoKnight, développé par Game Freak.

### Série télévisée et films
La série télévisée Pokémon ainsi que les films sont des aventures séparées de la plupart des autres versions de Pokémon et mettent en scène Sacha en tant que personnage principal. Sacha et ses compagnons voyagent à travers le monde Pokémon en combattant d'autres dresseurs Pokémon.